# Cziránku Sándor
Cziránku Sándor (Kalocsa, 1952. november 14.). Sajátos, egyéni stílusú magyar gitáros. Egyedülálló technikája a kétnyakú gitáron előadott „dupla tapping”, vagyis a tapping-technikával egyszerre játszik mindkét gitárnyakon mindkét kezével.

## Pályafutása
Pályája a Gesarolban kezdődött, amely később P. Mobillá alakult. Ekkor még csak Led Zeppelin és Grand Funk Railroad számokat játszottak és heti 4–5 koncertet adtak. 1972-ben az érettségi vizsga miatt kilépett. Miklóska Lajossal a már kifutó színházi Jézus Krisztus szupersztárban játszott. A Koronggal egy kislemezen szerepel SP 70215 sorszámon. 1974-től 1976-ig a Beatricében folytatta, egy koncertjüket rögzítette a rádió 1976. október 22-én az FMH-ban. Angyal Károllyal 1976-ban alapították meg a Missziót, miközben az Operettszínházban is játszott.
Ekkor már a népzene és a tizenkét fokúság izgatta a bolgár népzene hatására, ezért az újjáalakult Gépfolklór tagja lett. Saját zenekara a Ködkonda volt. 1987-ben részt vett a Profán zenekar Pro Pátria albumán, majd Herpai Sándorral (ex V’Moto-Rock), Tzortzoglou Jorgoszal (ex-Gépfolklór) és Zsoldos Tamással (ex-Beatrice) megalapították a Barbarót.
A Barbaróban teljesedett ki egyéni játéka, amely magyar és balkáni népzenén alapuló, besorolhatatlan stílusú, helyenként rockos. A Barbaróban megkapta a teret, ahol a többi invenciózus zenész is hozhatta saját egyéniségét. A Barbaro azonban rétegzene, viszonylag keveset koncertezett, mindössze két album maradt utánuk. A zenekart megélhetési okokból hagyta el.
A Barbaro 2004-ben újjáalakult, Tzortzoglou Jorgoszt az énekes-gitáros Both Miklós váltotta. Ebben a felállásban rögzítették harmadik lemezüket, amely 2007-ben jelent meg. 2003-ban a Szerelem meg hal című kisjátékfilm zenéjét írta. Kárpát Mőbiusz néven időnként fellép, amely tulajdonképpen egyszemélyes zenekar, ahol kísérők vannak mellette. A 2011. október 21-én felvett műsor CD-n is megjelent.